# Парерминевты

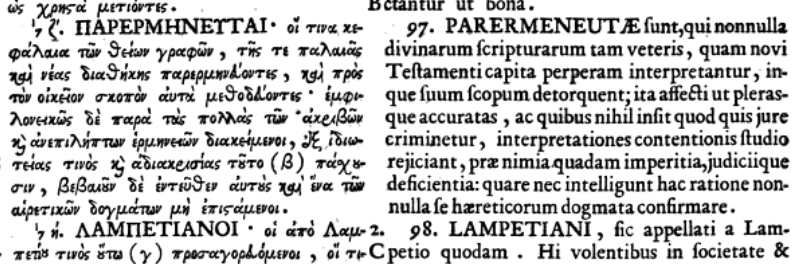
Parermeneutae в книге «Sancti patris nostri Joannis Damasceni Opera omnia quae exstant et ejus nomine circumferuntur». Venetiis. Gasparis Ghirardi, 1748 год.

Парермине́вты (др.-греч. παρερμηνευταί от др.-греч. πᾰρᾰ — приставка со значением: «отступления, отклонения» + др.-греч. ἑρμήνευμα — «разъяснение, истолкование»; лат. parermeneutae; ст.‑слав. кривосъскаӡьници) — еретики, описанные Иоанном Дамаскиным в книге «О ста ересях вкратце», 97 ересь. Какая численность этих еретиков и как долго они существовали, Иоанн Дамаскин не сообщает, он говорит лишь о том, что они ложно перетолковывают некоторые главы божественных Писаний Ветхого и Нового Завета. Иоанн Дамаскин сообщает, что парерминевты враждебно настроены по отношению ко многим точным и безукоризненных толкованиям Священного Писания; он также сообщает, что подобное положение дел у пареминевтов происходит из-за их простоты и неразборчивости; парерминевты не понимают, что свои превратные толкования они подкрепляют еретическими догматами.
Никита Хониат (XIII век) в книге др.-греч. «Θησαυρὸς ὀρθοδοξίας» («Сокровище православия») повествует об парерминевтах.